# Jawhar Mnari
Jawhar Mnari (født 8. november 1976 i Monastir, Tunesien) er en tidligere tunesisk fodboldspiller.
I 2007 vandt Mnari sammen med FC Nürnberg den tyske pokalturnering mod de nykårede mestre VfB Stuttgart (2007).
Mnari har spillet 72 kampe og scoret 3 mål for det tunesiske landshold.